# Koch Industries
Koch Industries, Inc. (IPA: /ˈkoʊk/) je americký soukromý konglomerát energetických společností, který sídlí v městě Wichita v Kansasu.

## Práce
Koch zaměstnává 130 000 lidí po celém světě, asi 65 000 z nich ve Spojených státech. V České republice Koch zaměstnává asi 490 lidí. Podniky Koch Industries působí ve více než 70 zemích po celém světě.

## Dceřiné společnosti
Koch Industries Incorporated vlastní společnosti:
- Invista,
- Georgia-Pacific,
- Flint Hill Resources,
- Koch Pipeline,
- Koch Petroleum Group,
- Koch Fertilizer,
- Koch Engineering,
- Koch Minerals a
- Matador Ranching Company.

## Obor podnikání
Pobočky a dceřiné firmy Koch Industries podnikají v mnoha oblastech – ve výrobě, obchodu a investicích; též v primárních odvětvích těžby, zpracování a distribuci ropy, chemikálií, energie, vláken, polymerů a podobných surovin, minerálů, hnojiv, papíru, vybavení v zemědělském a chemicko-technologickém sektoru, finančnictví, obchodování s komoditami atd.

## Ekonomická bilance společnosti
V roce 2008 dosáhly Koch Industries obratu 98 miliard dolarů a jsou (po korporaci Cargill) považovány za druhou největší soukromou společnost ve Spojených státech. Koch má přes 122 tisíc zaměstnanců v 7 desítkách zemí v Severní a Jižní Americe, Blízkém Východě, Asii, Austrálii, Africe a Evropě (včetně České republiky).

## Historie
Společnost nese jméno Freda C. Kocha, chemika, který byl v roce 1940 spoluzakladatelem Wood River Oil and Refining Company (později se přejmenovala po něm). Fred C. Koch začal využívat inovativní proces zpracování surové nafty, který vyvinul již v roce 1927.
Jeho synové převzali řízení Koch Industries po něm. Charles G. Koch je předseda představenstva a vedoucí výkonný úředník společnosti a David H. Koch byl do své smrti v roce 2019 výkonným viceprezidentem. Oba bratři byli majoritními majiteli, každý s 42% podílem.

## Ostatní aktivity společnosti
Koch Industries mezi lety 2005 a 2008 věnoval na kampaně politických kandidátů 5,7 milionu dolarů.
Bratři Kochové podporují nadace hájící volný trh, financují hnutí Tea party, a podle Greenpeace společnost dává částky v řádu desítek milionů dolarů na podporu lobbystických skupin bojujících proti rozvoji alternativ fosilních paliv a propagujících popírání klimatické změny.

## Kritika
Koch Industries (nebo její dceřiné společnosti) se dostala do povědomí i v souvislosti s milionovými pokutami, které opakovaně musela platit za poškozování životního prostředí. K větším porušením došlo v sedmi případech z let 1999, 2000, 2001, 2003, 2006 a 2009 a částky se pohybovaly od několika desítek tisíc do 35 milionů dolarů za stovky případů znečištění vody ropnými produkty společnosti.
Negativní dopad na pověst společnosti měla i nehoda v texaském městě Lively, při které prasklo zkorodované potrubí společnosti s vysoce hořlavým butanem, který následně explodoval a zabil mladý pár, který právě projížděl kolem.
Podle studie University of Massachusetts je Koch Industries 10. největším korporátním znečišťovatelem ovzduší v USA.